# ACCA: 13-ku Kansatsu-ka
ACCA: 13-Territory Inspection Dept. (ACCA 13区監察課, Akka: Jusan-ku Kansatsu-ka) é um mangá japonês escrito e ilustrado por Natsume Ono. Foi serializado na revista da Square Enix, Monthly Big Gangan, de junho de 2013 a outubro de 2016, e foi compilada em seis volumes tankōbon desde dezembro de 2016. Uma adaptação de anime pela Madhouse foi ao ar entre 10 de janeiro de 2017 e 28 de março de 2017.

## Mídia

### Mangá
Ono começou a serializar sua série de mangás na edição de julho de 2013 da revista Monthly Big Gangan publicada pela Square Enix em 25 de junho de 2013, encerrando sua serialização em 25 de outubro de 2016 na décima primeira edição de 2016 da revista. Em 24 de dezembro de 2016, a série foi publicada em seis volumes tankōbon, sendo o primeiro volume lançado em 25 de novembro de 2013  e o sexto e último volume lançado em 24 de dezembro de 2016. A Yen Press anunciou durante seu painel na Sakura-Con de 2017 que eles licenciaram o mangá.

### Anime
Uma adaptação para anime baseada no mangá foi anunciada em maio de 2016. O anime foi produzido pela Madhouse e dirigido por Shingo Natsume, com Tomohiro Suzuki cuidando da composição da série, Norifumi Kugai do design dos personagens e Ryō Takahashi compondo a trilha sonora da série. A série estreou em 10 de janeiro de 2017 às 23:00 JST no Tokyo MX e depois estreou na Sun TV, KBS Kyoto, TV Setouchi e BS11. Foi lançado em três volumes de vídeo caseiro contendo quatro episódios cada, totalizando doze episódios. A Crunchyroll licenciou a série na América do Norte.
O tema de abertura, intitulado "Shadow and Truth", foi feito por ONE III NOTES, enquanto o tema de encerramento, intitulado "Pērumūn ga Yureteru" (ペールムーンがゆれてる, lit. "The Pale Moon Sways") れてる "The Pale Moon Sways"), foi feito por Aira Yuhki., lit. Acca-kun's ACCA Course (アッカァくんのACCA講座, Acca-kun no ACCA Kōza), uma animação original online animada pelo W-Toon Studio, começou a ser lançada na conta oficial do anime em novembro de 2016. Ele apresenta um mascote chibi chamado Acca-kun (アッカァくん), dublado por Ayumu Murase.
Uma animação em vídeo original intitulada ACCA: 13-Territory Inspection Dept. Regards (ACCA13区監察課 Regards, ACCA 13-Ku Kansatsu-Ka Regards) foi anunciada em 26 de março de 2019 e está atualmente em produção. O especial está programado para estrear em 14 de fevereiro de 2020, com retorno da staff e do elenco.